# Via Julia
Via Julia ist die neuzeitliche Bezeichnung für die römische Militärstraße zwischen Günzburg (Guntia) über Augsburg (Augusta Vindelicorum) bis Salzburg (Iuvavum).

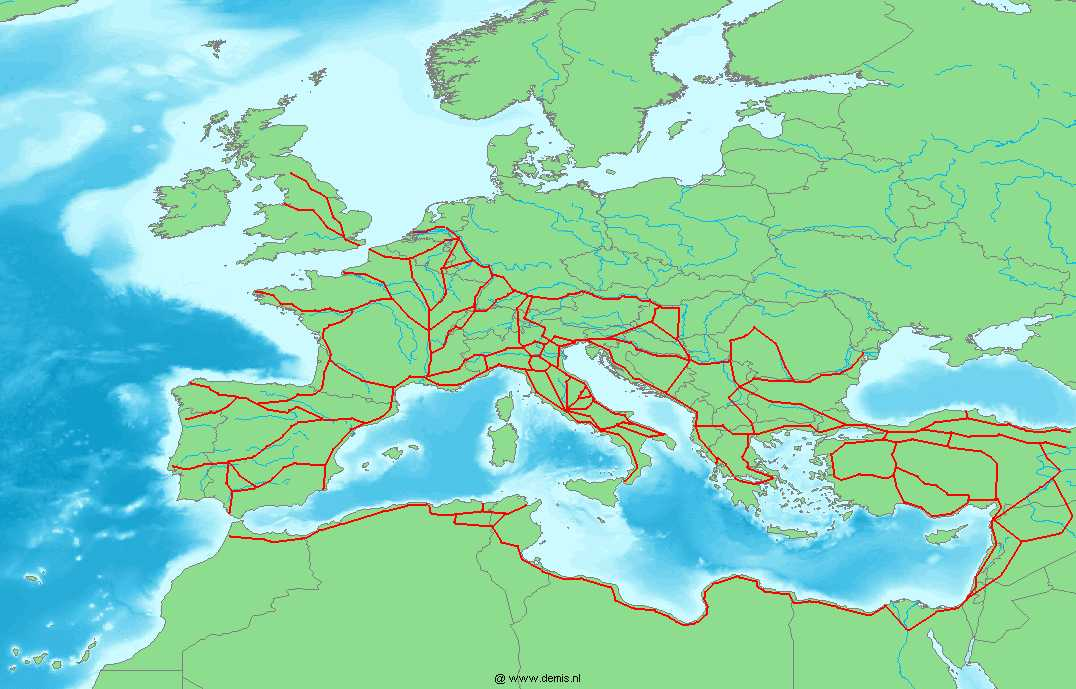
Übersicht des Straßennetzes im Römischen Reich im Jahre 125 n. Chr. (siehe auch Liste der Römerstraßen) unter Kaiser Hadrian, dessen Teilstrecke die Via Julia war.

Mit Via Julia wurde ein Straßenname aus der Forschung des 19. Jahrhunderts aufgegriffen, die in ihr ein Werk des Julischen Kaiserhauses sah. Nach derzeitigem Wissen hat bis auf die Via Claudia Augusta keine römische Straße nördlich der Alpen einen Namen.

## Geschichte
Für das Römische Reich war die Straße strategisch sehr bedeutsam. Bis zum dritten Jahrhundert nach Christus ermöglichte sie durch Bauweise und Streckenführung schnelle Truppenbewegungen zur Reichssicherung. Als Teil der Verbindung von Lutetia (heute Paris) und Konstantinopel, dem heutigen Istanbul, war sie die Hauptverbindung zwischen den Provinzen Raetien und Noricum und wurde auch in der Tabula Peutingeriana verzeichnet.
Die Streckenführung von Augsburg (AVGVSTA VINELICVM) bis Salzburg (IVVAVVM) ist nahezu lückenlos durch Bodenfunde belegt.
Verlauf: Günzburg (GONTIA), Augsburg (AVGVSTA VINDELICVM), Neukissing (Kissing), Mering, Merching, Heinrichshofen, Jesenwang, Schöngeising (AD AMBRAE), Gilching, Gauting (BRATANANIUM), Buchenhain (Baierbrunn), Gleißental bei Deisenhofen (Oberhaching), Kleinhelfendorf (ISINISCA), Pfaffenhofen am Inn (Schechen) (PONS AENI), Leonhardspfunzen (AD ENUM), Söchtenau, Dorfbach (Bad Endorf), Straß (Eggstätt), Seebruck (BEDAIUM), Wolkersdorf (Traunstein), Lauter (Surberg), Teisendorf, Straß (Ainring), Bruch-Römerstraße (Ainring), Liefering, Salzburg (IVVAVVM)
Die Bedeutung der Straße belegen die erhaltenen 15 Meilensteine des Kaisers Septimius Severus, die von einem eigenen Straßenbauprogramm künden. Von keiner anderen römischen Straße in Süddeutschland sind so viele Meilensäulen bekannt wie von der Via Julia.
Die großflächigen Wälder südlich von München wie der Forstenrieder Park und der Hofoldinger Forst haben die Römerstraße vor der Überackerung geschützt und sie in ihrer ehemaligen Form weitgehend erhalten. In den 1860er Jahren wurden unter König Max II. entlang der Straße Gedenksteine in Obeliskform zur Erinnerung an die Römerstraße aufgestellt. Einige davon sind erhalten geblieben und heute als Kulturdenkmal ausgewiesen.
Von Günzburg über Augsburg und Rosenheim bis Salzburg wurde ein Fahrradweg auf historischer Strecke ausgeschildert. Zwischen Hofolding und Aying im Hofoldinger Forst ist die Via Julia als Radweg gut erhalten. Erkennbar sind dort die lange gerade Streckenführung und ursprüngliche Materialgruben am Rand.

## Erhaltene Meilensteine

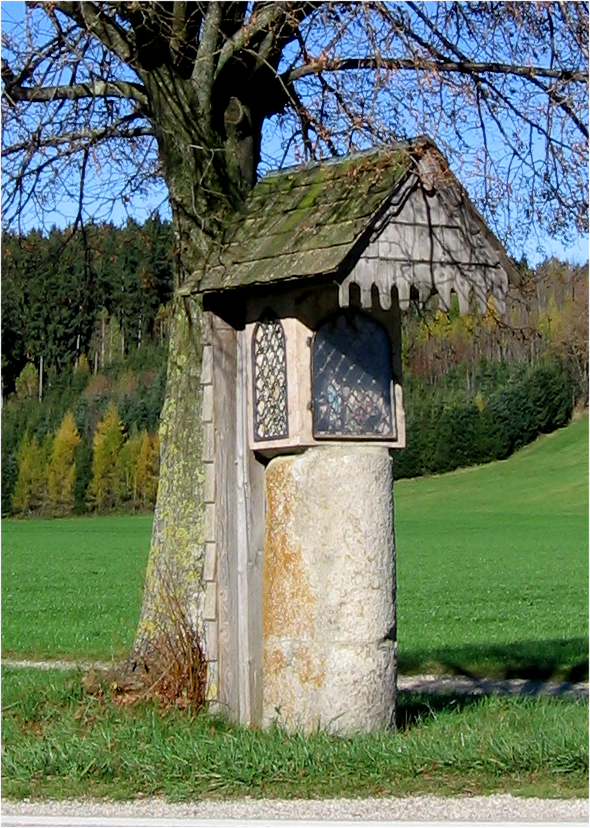
Meilenstein von Erlstätt CIL 3, 05749
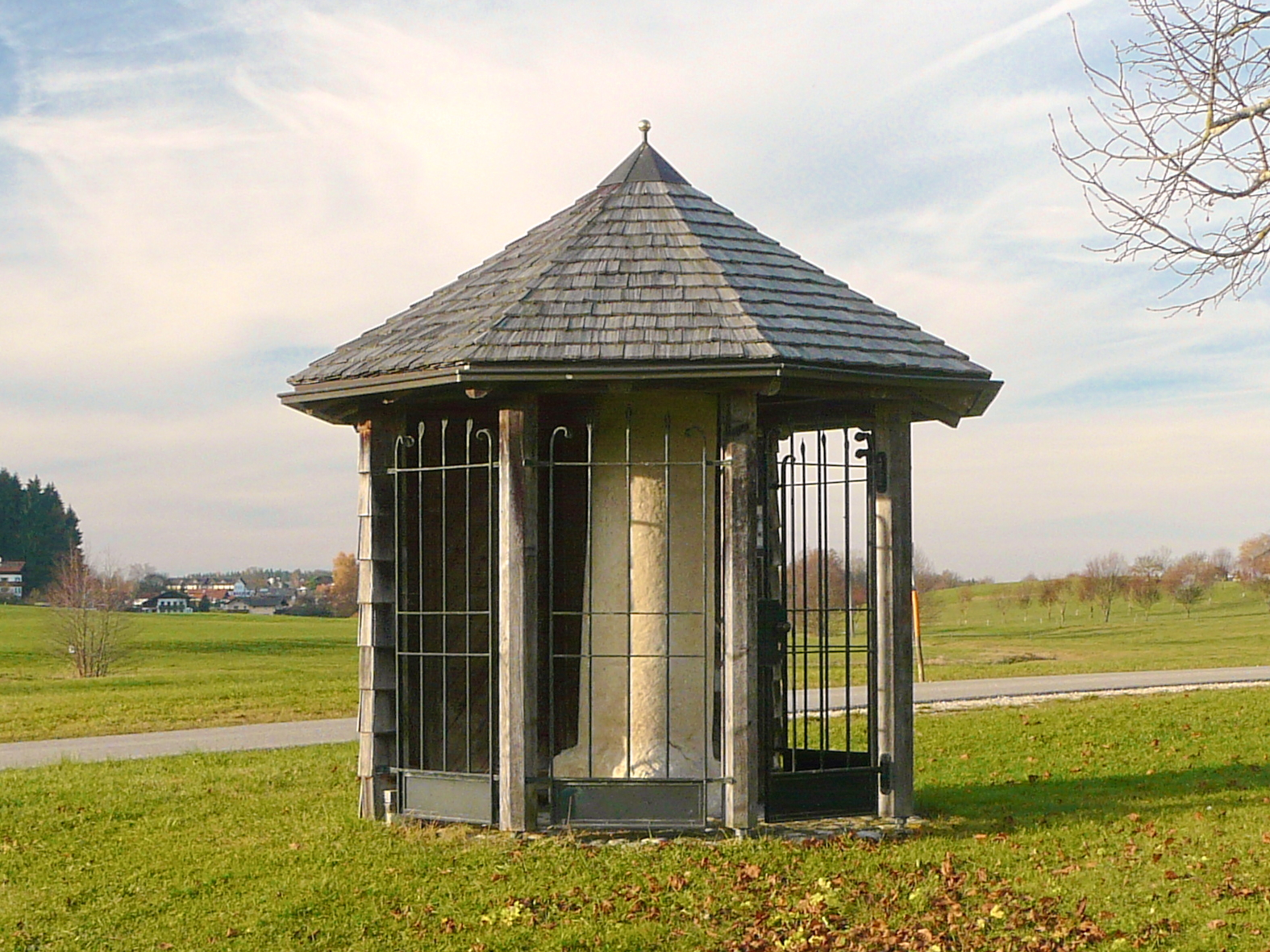
In Egerdach CIL 17-04, 00096
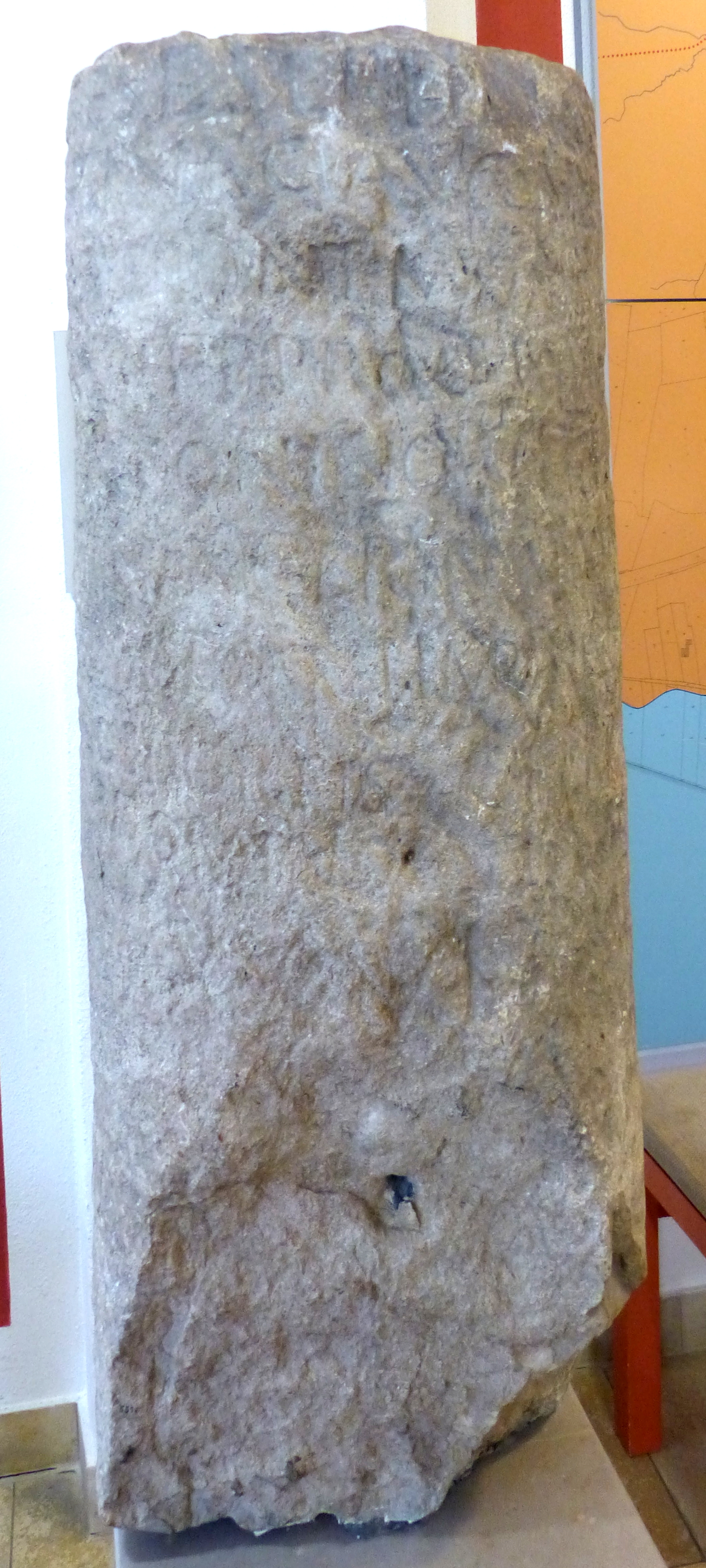
Im Römermuseum Bedaium CIL 17-04, 00100

## Gegenwärtiges Erscheinungsbild

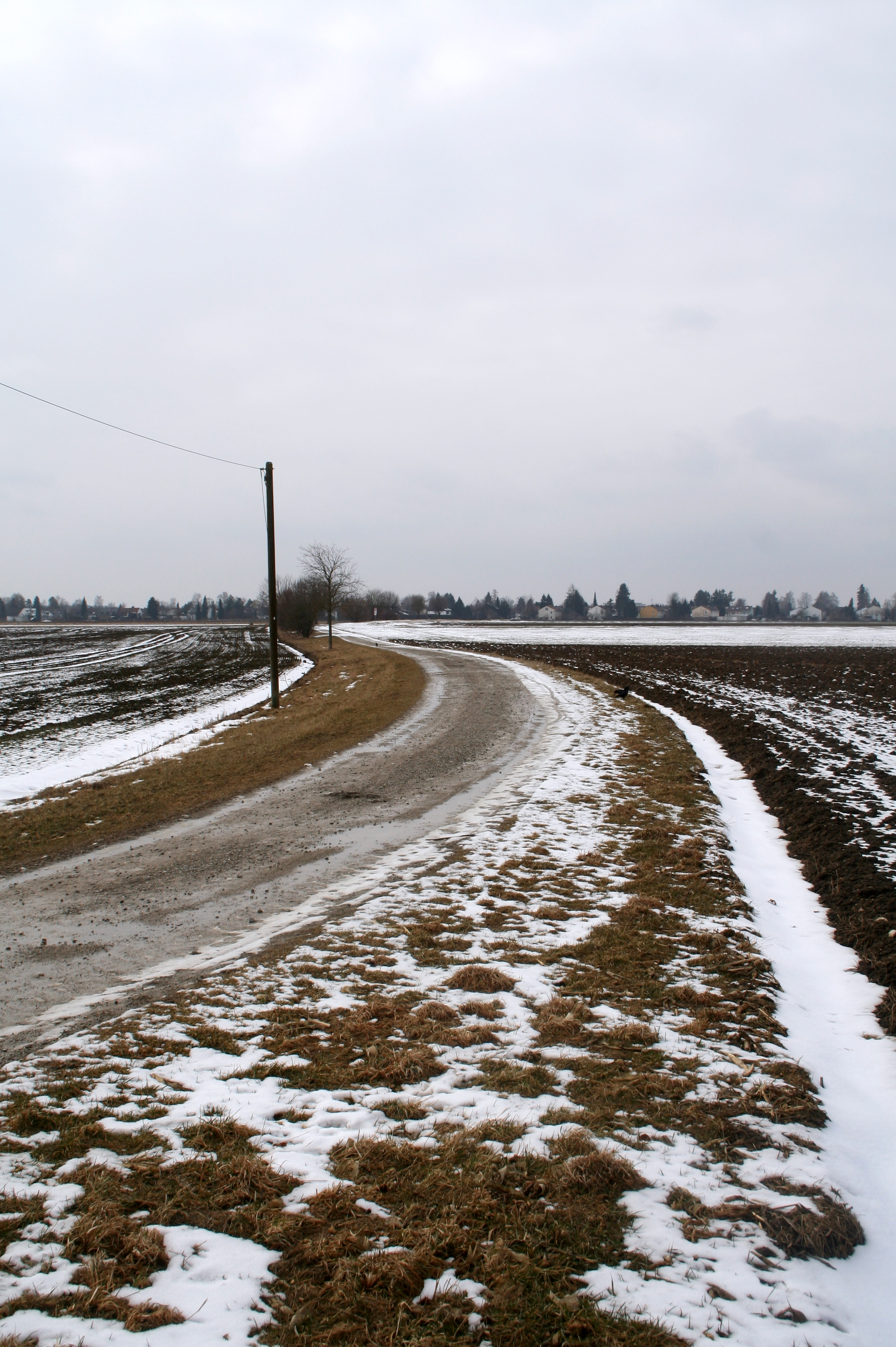
Bei Buchendorf
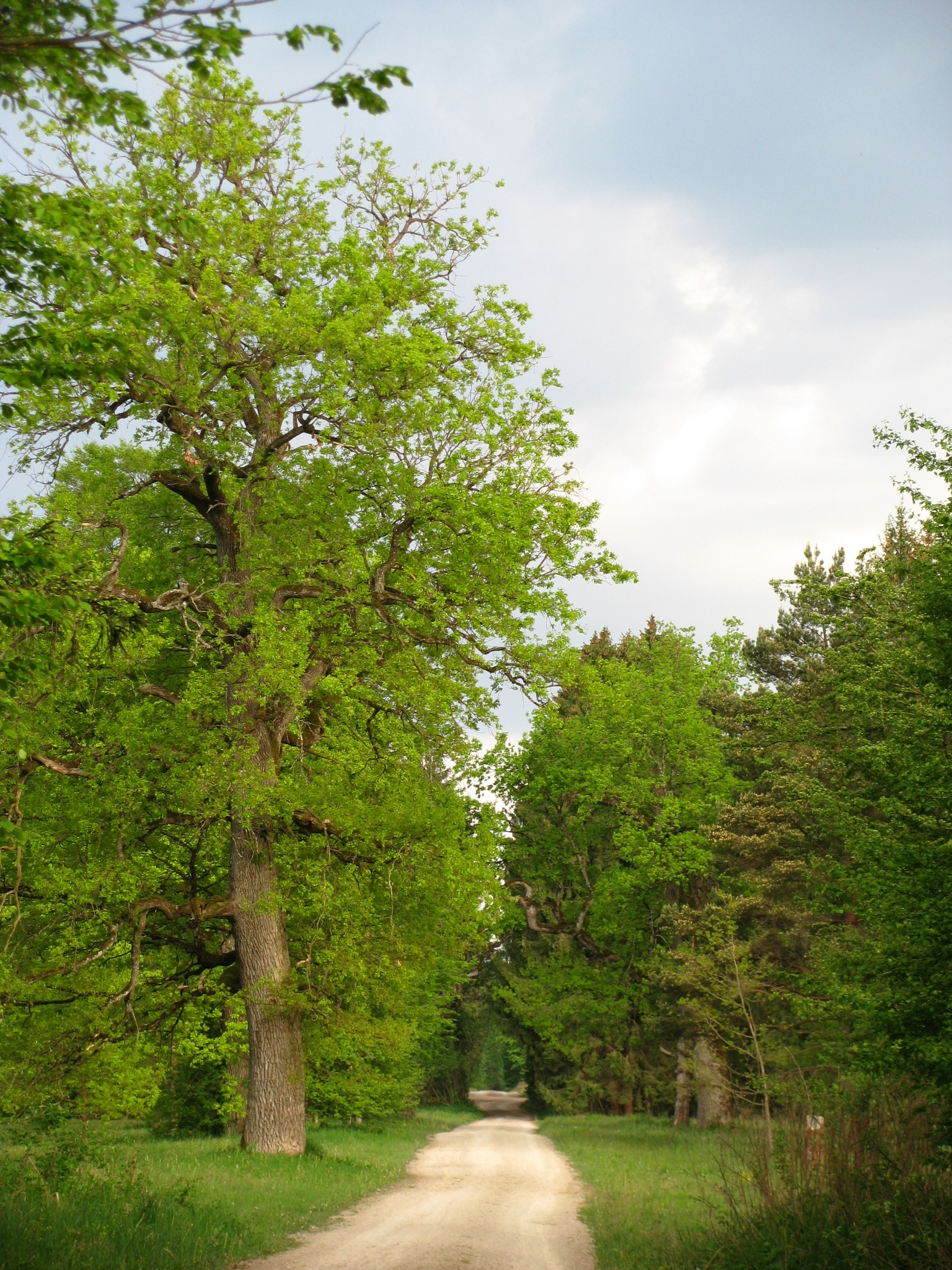
Im Forstenrieder Park
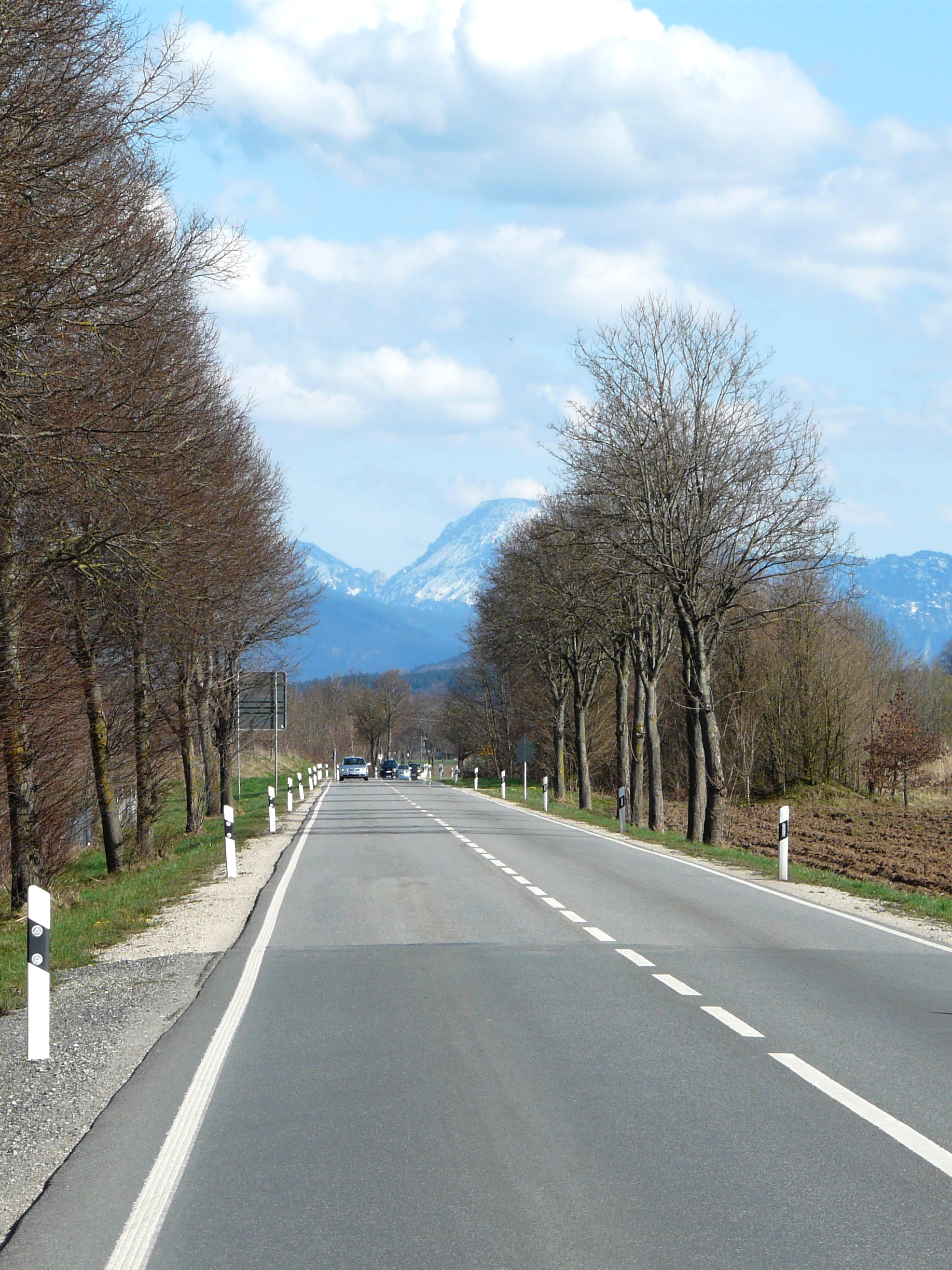
Bei Chieming
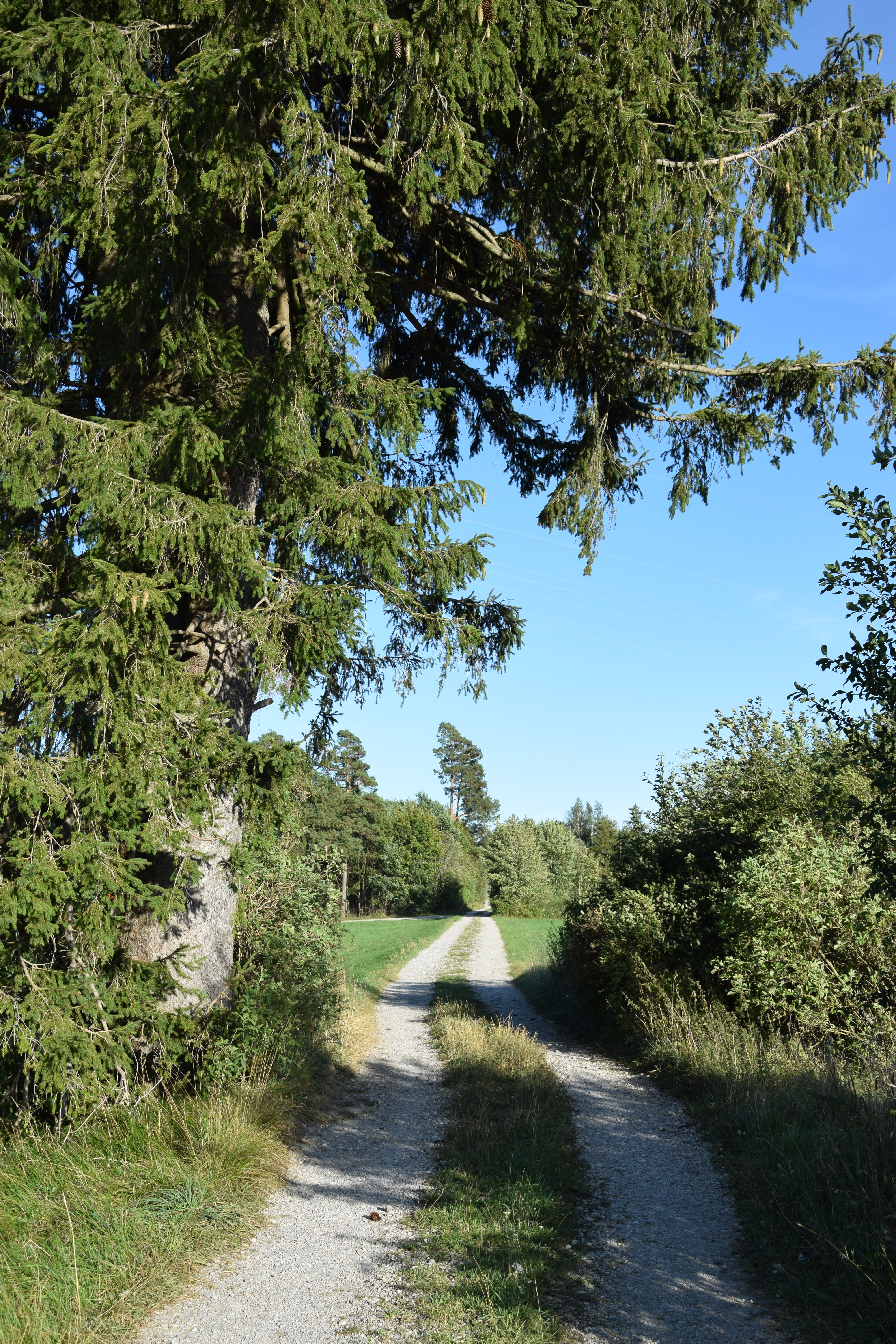
Bei Sauerlach

## Gedenksteine der 1860er Jahre

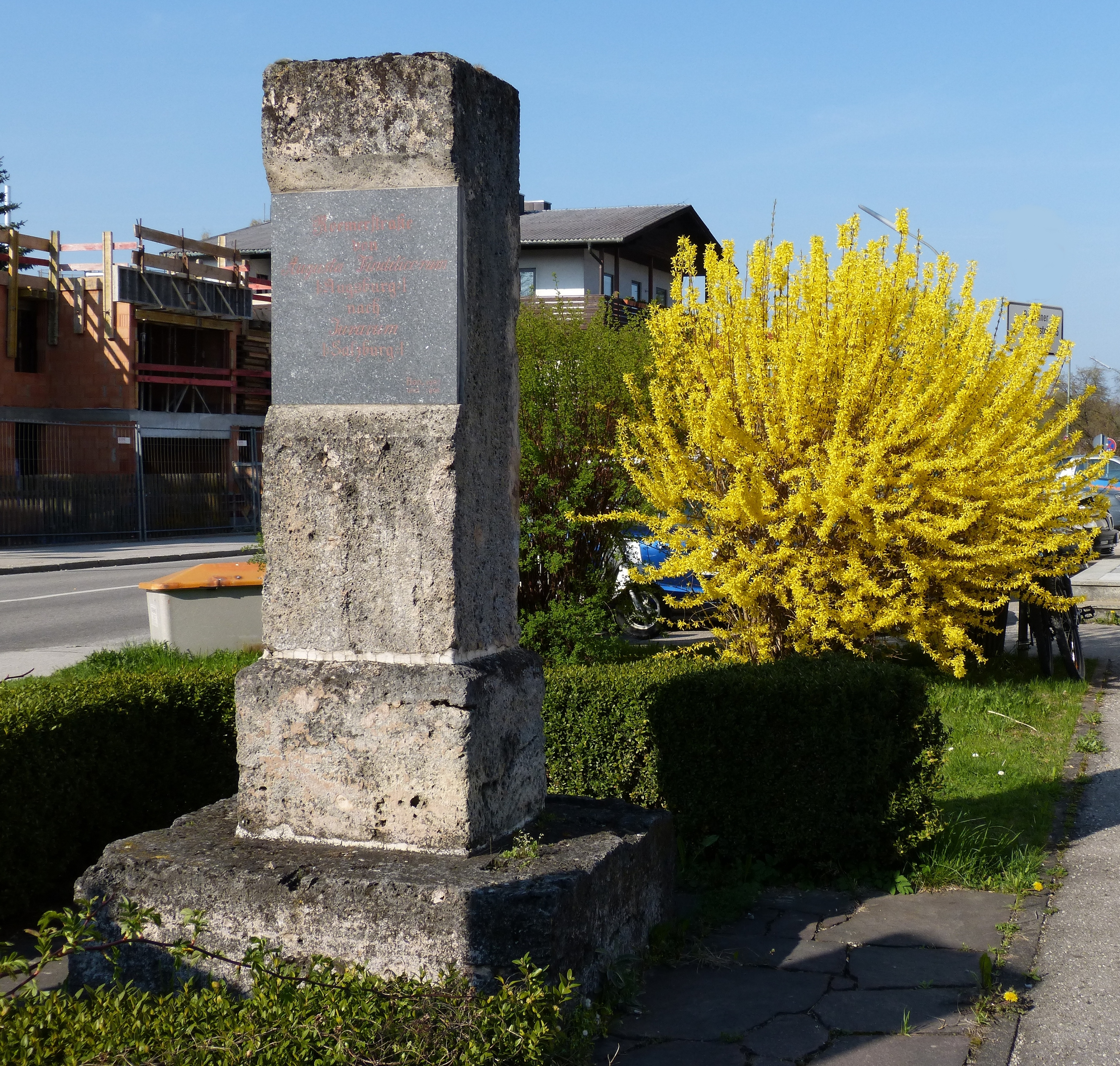
Bei Gilching in Argelsried
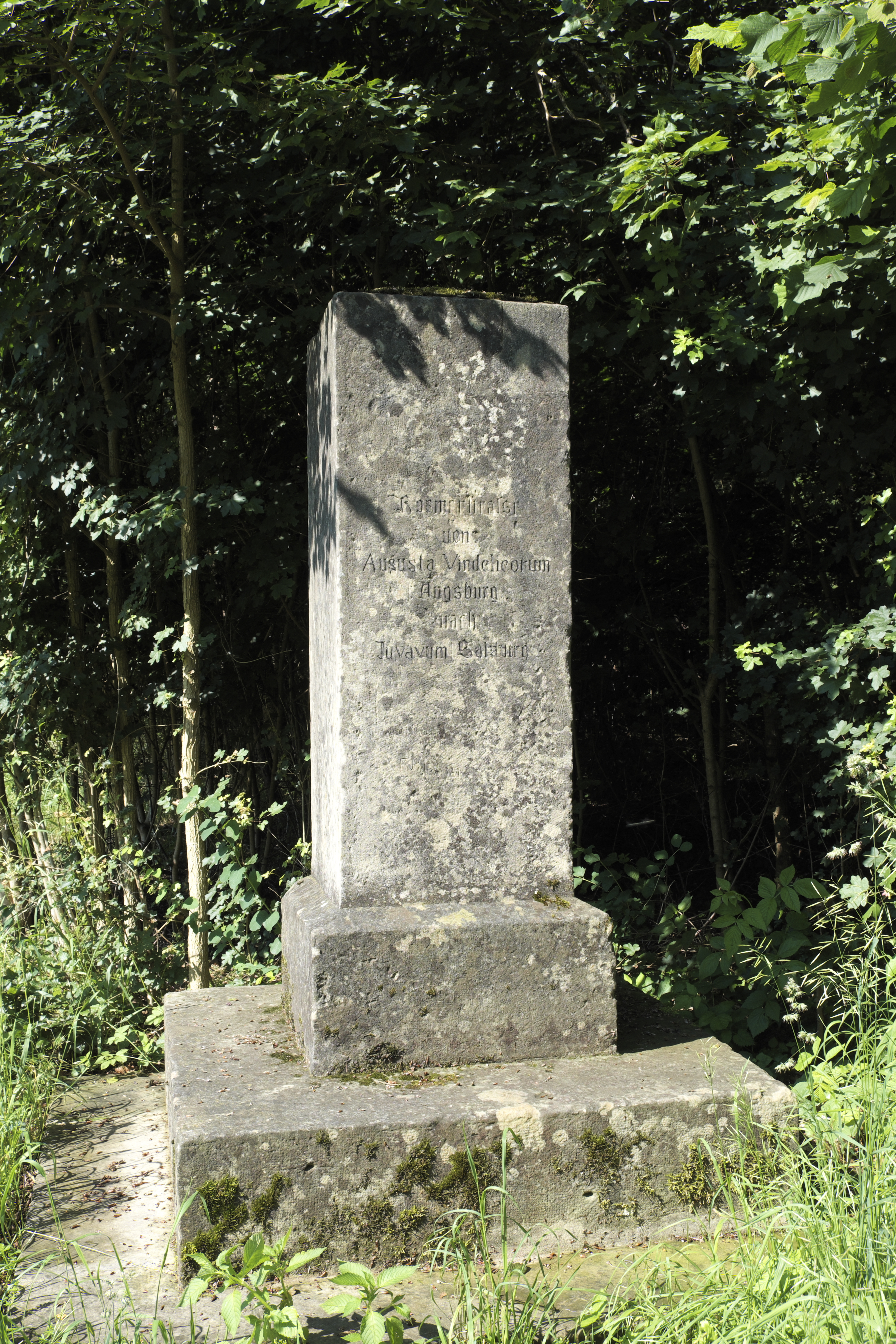
Im Forstenrieder Park
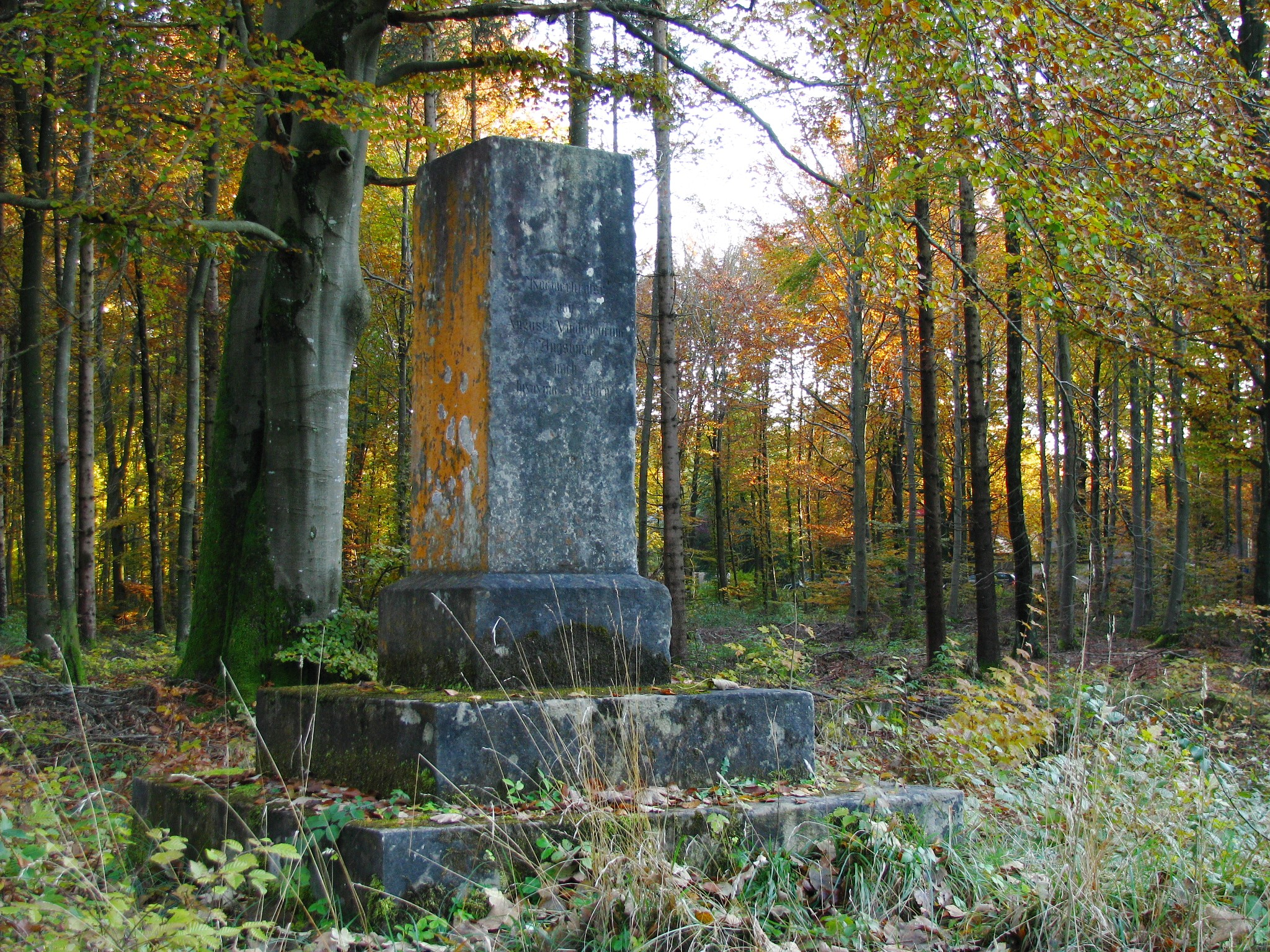
Bei Baierbrunn in Buchenhain
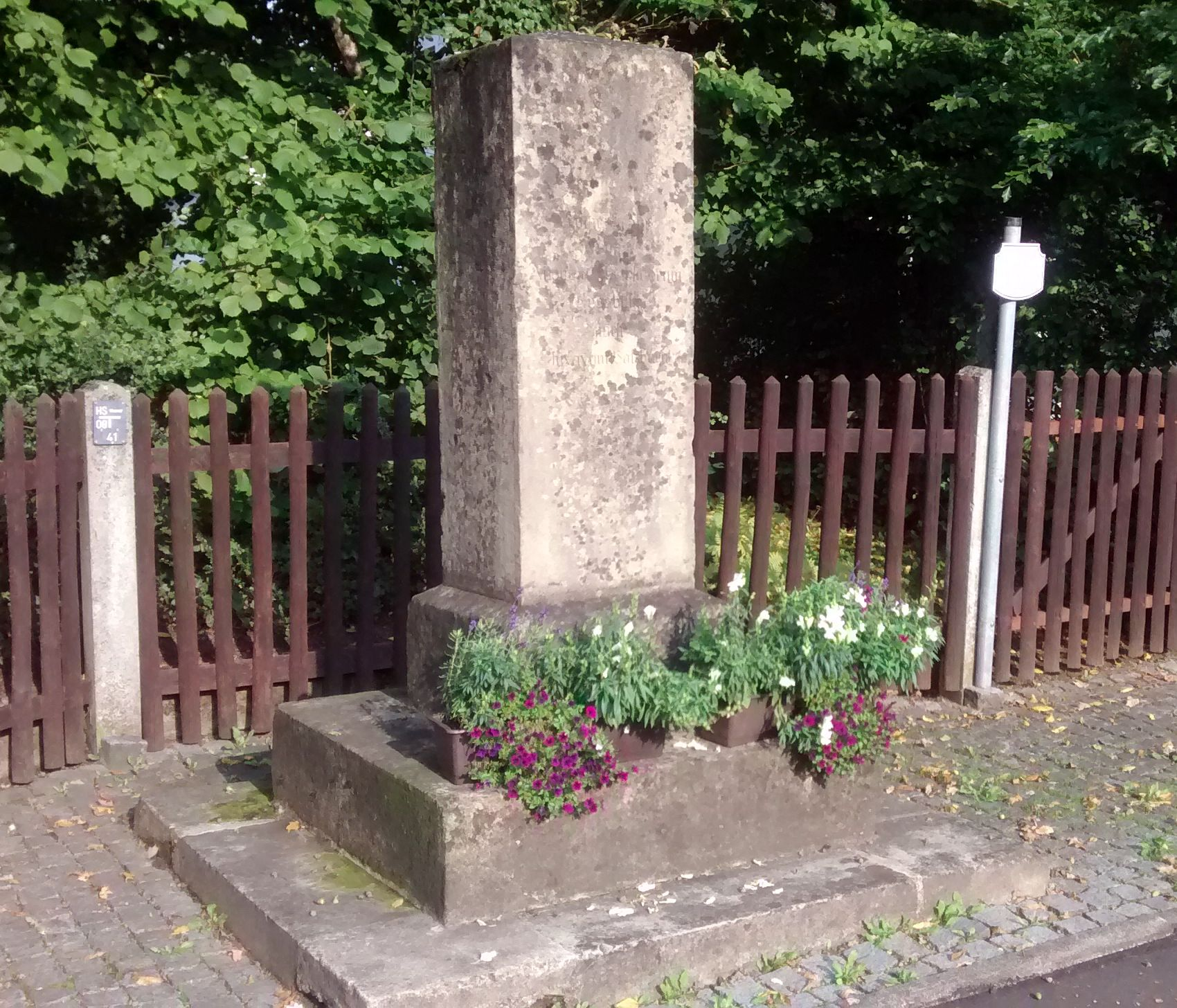
Bei Sauerlach in Lanzenhaar.

## Weitere Forschungen
Ein Forschungsbeitrag hält eine Streckenführung über die Würmmühle (Dachau) (Ambrae), Pretzen bei Erding (Bratananium), Isen (Isinisca) und einem Ort bei Wasserburg am Inn (Pons Aeni) für wahrscheinlich.
Diese Streckenführung kann jedoch nicht mit Bodenfunden belegt werden.